# 小行星1085
小行星1085（1085 Amaryllis）是一颗绕太阳运转的小行星，为主小行星带小行星。该小行星于1927年8月31日发现。
該小行星以孤挺花命名。

## 轨道参数
小行星1085的轨道半长轴为3.1831309 UA，离心率为0.048。